# Molinismus

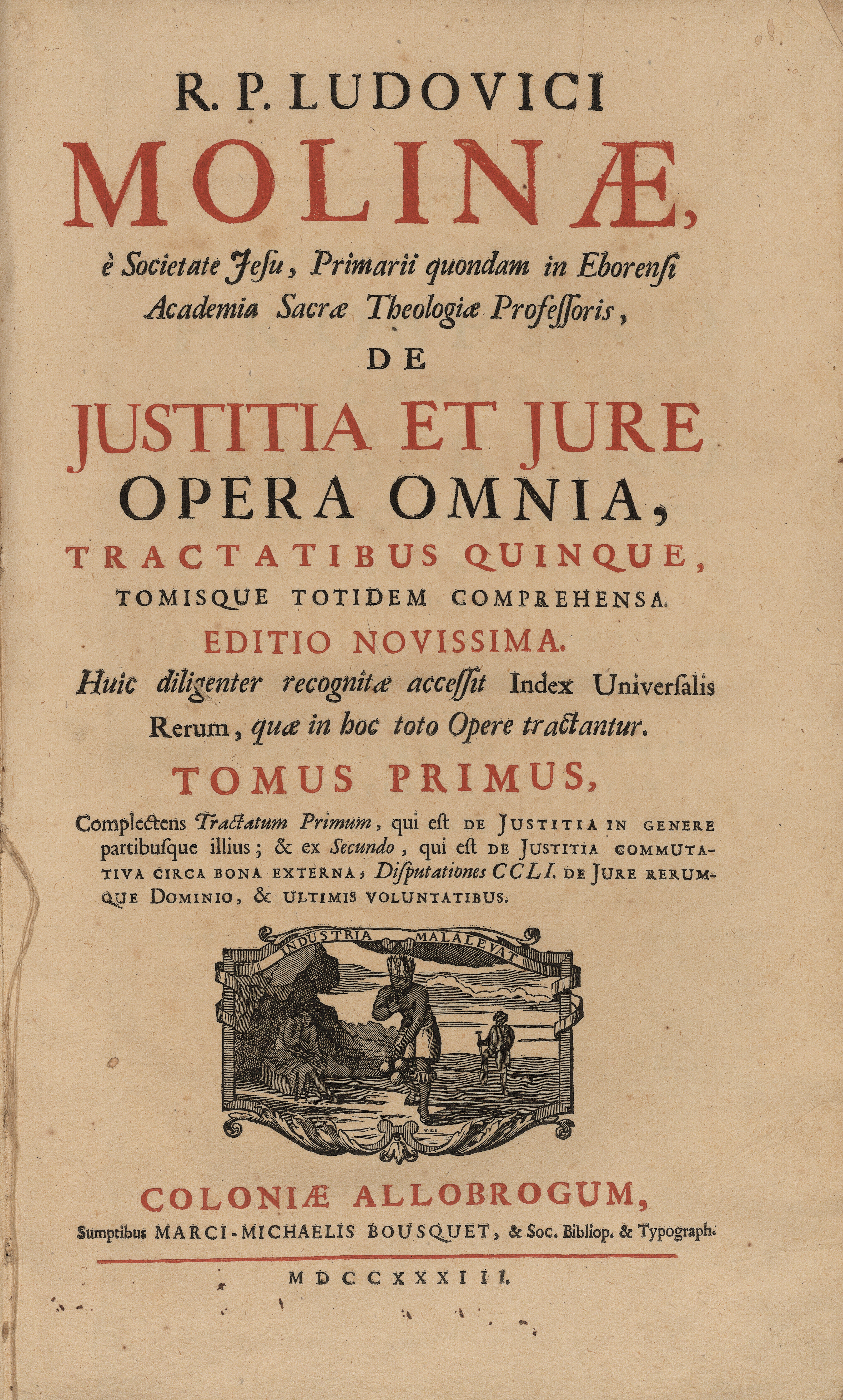
Titulní list Molinových spisů z roku 1733

Molinismus je filozoficko-teologické učení španělského jezuitského teologa ze 16. století Luise de Moliny. Snaží se smířit Boží účinnou milost a lidskou svobodnou vůli.

## Charakteristika
V důsledku prvotního hříchu může člověk kráčet za Bohem jen vedený jeho milostí, která je prvotní (to popíral pelagianismus). Člověk však prvotním hříchem neztratil svobodnou vůli (jak tvrdí někteří protestanti a jansenisté) - Boží milost vyžaduje spolupráci člověka (lat. gratia adiuvans seu cooperans)
Bůh tedy musí mít v okamžiku, kdy sesílá milost, jistotu, že s ní člověk bude spolupracovat. Jinými slovy: Bůh má dokonalou vědomost o tom, jak se každý svobodně jednající člověk rozhodne za libovolných okolností. Toto poznání se nazývá „střední poznání“ (lat. scientia media).
Na podporu svého tvrzení uvádějí molinisti následující evangelijní verš:
„A ty, Kafarnaume, budeš se snad vyvyšovat až do nebe? Do pekla se propadneš! Neboť kdyby se byly v Sodomě děly zázraky, které se děly v tobě, byla by zůstala po tento den.“ Mt 11, 23 (Kral, ČEP)
Podle jejich výkladu Ježíš v tomto verši (jako pravý Bůh) dokázal, že ví, jak by se sodomští zachovali za odlišných okolností, než jaké nakonec nastaly.